# Istruzione (informatica)
In informatica una istruzione è un comando impartito ad un esecutore (può essere il processore, ma anche il compilatore o il linker) in un sistema, utilizzando un linguaggio ad esso comprensibile.

## Descrizione
Il processore opera le sue elaborazioni in termini di lettura/scrittura sui dispositivi hardware come la memoria, i registri e altri dispositivi ausiliari di elaborazione, come le unità di calcolo in virgola mobile. Ogni operazione che compie una modifica in questo senso, come ad esempio l'assegnazione o la lettura del valore di una variabile o la sua modifica, è un'istruzione.
I programmi, da quelli scritti in linguaggi di programmazione di basso livello come l'assembly a quelli di livello più alto, dal C a Java, contengono molte informazioni, necessarie e non alla loro compilazione o interpretazione come possono essere i commenti o la dichiarazione di variabili che, nei fatti, non corrispondono a nessuna operazione di elaborazione ma che servono per altri scopi, per esempio documentativi o per allocare la memoria fisica destinata a contenere i valori associati alle variabili.

### Blocco di istruzioni
Un sottoinsieme autoconsistente di istruzioni adiacenti, la cui esecuzione complessiva equivale all'esecuzione di una singola macroistruzione complessa, viene denominato blocco di istruzioni.
Nell'ambito dei paradigmi di programmazione quali quello strutturato e quello procedurale in ogni blocco di istruzioni è presente un punto di inizio (o di ingresso) e un punto di fine (o di uscita).
In quest'ottica di astrazione, un blocco di istruzioni può essere considerato l'equivalente di una istruzione e possono essere introdotte le seguenti regole ricorsive:
- Ogni istruzione può essere scomposta in istruzioni più semplici, fino ad arrivare a livello di linguaggio macchina in cui l'istruzione non può essere ulteriormente scomposta (processo top-down).
- Ogni istruzione può essere raggruppata all'interno di un'istruzione più complessa, fino ad arrivare al livello dell'intero programma (processo bottom-up).

Un tipico esempio di blocco di istruzioni sono le strutture di controllo.